# Vulkanausbruch in New York
Vulkanausbruch in New York (Originaltitel: Disaster Zone: Volcano in New York) ist ein US-amerikanisch-kanadischer Katastrophenfilm aus dem Jahr 2006. Hauptdarsteller Costas Mandylor ist vor allem für seine Rolle des Mark Hoffman in der Saw-Filmreihe bekannt.

## Handlung
Matt McLaughlin und sein Team von Tunnelarbeitern, die sich selbst als „Kanalratten“ (im Original „Sandhogs“) bezeichnen, arbeiten im Untergrund von New York City an neuen Tunnelsystemen für die Wasserversorgung der Stadt, als sie von Erdstößen überrascht werden. Einige Arbeiter werden schwer verletzt oder getötet, als kochende Säure aus Rohren schießt, in denen eigentlich Kühlwasser fließen sollte. Außerdem strömt Lava in den Tunnel. Die verbliebenen Bauarbeiter können sich an die Oberfläche retten, Matt wird jedoch aufgrund des Vorfalls die Teamleitung entzogen. In der folgenden Nacht sterben drei Obdachlose in einem Park an einer Schwefeldioxidvergiftung und im New Yorker Hafen explodiert ein Fischerboot. Das FBI stuft die Vorfälle als Terroranschläge ein und beginnt zu ermitteln. Dr. Susan Foxley, Matts Ex-Frau, wird damit beauftragt, die Geschehnisse in den Tunneln zu untersuchen. Gemeinsam mit Matt geht sie in den besagten Tunnel und stellt fest, dass die Vorfälle geologische Ursachen zu haben scheinen.
In einer Fabrikhalle in der Stadt betreibt Dr. Levering unterdessen geheime geothermische Experimente. Er will eine Bohrung durch den Erdmantel vornehmen, um New York mit Energie zu versorgen. Als die Bohrung in eine Tiefe von sieben Meilen vordringt, gerät das Experiment außer Kontrolle und löst mehrere seismische Zwischenfälle aus. Dadurch werden unter der gesamten Stadt inaktive Vulkane reaktiviert, deren Magma nun an die Oberfläche drängt. Matt und Susan versuchen den Bürgermeister von der Gefahr eines Vulkanausbruchs zu überzeugen, stoßen jedoch auf Ablehnung. Daraufhin ermitteln sie auf eigene Faust und entdecken die Fabrik von Dr. Levering. Dieser lässt sie gefangen nehmen und fesseln, als die Bohrung völlig aus dem Ruder läuft und die Arbeiter panisch fliehen. Sie können sich gerade noch befreien und aus der Halle retten, als das Gebäude explodiert. In der gesamten Stadt kommt es zu Eruptionen, bei denen tausende Menschen sterben.
Nun erkennt auch der Bürgermeister die Gefahr, für eine Evakuierung der Stadt ist es jedoch zu spät. Matt und Susan schlagen vor, den Lavastrom durch Sprengungen der Tunnel ins Meer zu leiten und die Stadt so zu retten. Der Bürgermeister willigt ein, und die restlichen „Kanalratten“ begeben sich in den Untergrund. Während der Operation werden sie von Dr. Levering attackiert, es gelingt ihnen jedoch zu entkommen und den Lavastrom in letzter Sekunde umzuleiten.

## Rezeption
Vulkanausbruch in New York bekam überwiegend sehr negative Kritiken. Auf der Website Rotten Tomatoes erzielte der Film eine Publikumswertung von 11 %, basierend auf 340 Stimmabgaben. Die Redaktion von TV Spielfilm bezeichnete den Film als „Desaster unter den Katastrophen“ und urteilte: „Die hanebüchenen Wendungen des zusehends langweiligen Drehbuchs würden auch besser umgeleitet – und zwar ins Klo.“ David Cornelius schreibt auf der Website DVDtalk, dass Vulkanausbruch in New York selbst die niedrigsten Erwartungen nicht erfüllen kann und man eher über als mit dem Film lachen muss. Er bezeichnet Handlung, Darsteller und Effekte als unpassend und lächerlich und nennt den Film schlussendlich eine große Enttäuschung.

## Produktion
Das Budget des Films betrug etwa 1 Million US-Dollar. Gedreht wurde hauptsächlich im kanadischen Vancouver. Die Deutschlandpremiere erfolgte am 7. Oktober 2007.